# 藤原ここあ
藤原 ここあ（ふじわら ここあ、1983年4月28日 - 2015年3月31日）は、日本の漫画家・イラストレーター。女性。福岡県北九州市出身。血液型はB型。

## 来歴
1998年、エニックス（現：スクウェア・エニックス）主催の第7回21世紀マンガ大賞に投稿した『Beauty and the Beast』で14歳の時に佳作を受賞（受賞時のペンネームは「藤原みるく」）、翌年の『月刊ガンガンWING』同年3月号に掲載された『CALLING -コーリング-』で中学3年生の時にデビュー。その後、アンソロジーコミックでの作品発表を経て同誌で読み切り『わたしの狼さん。』『わたしの狼さん。THE OTHER SIDE OF LYCANTHROPE』掲載、両読み切りの続編『dear』を2002年8月号から2008年1月号まで連載した。同社発行の『月刊ガンガンJOKER』で2009年5月号（創刊号）から2014年3月号まで『妖狐×僕SS』を連載した。同作品は著者初のアニメ化作品。同誌では2013年10月号から2015年4月号まで『かつて魔法少女と悪は敵対していた。』を連載した。
『dear』、『かつて魔法少女と悪は敵対していた。』のドラマCDは、ともに自ら脚本（シナリオ）を手掛けている。『妖狐×僕SS』のキャラクターソングのなかには作詞をした曲もある。
地元の福岡県にて執筆活動を続けていた。
2015年4月8日、月刊ガンガンJOKER公式ウェブサイトにて2015年3月31日に死去したことが発表された。死因は病死とだけ公表され、葬儀は近親者のみで執り行われた。

## 人物・作風
- 趣味は読書・ゲーム・カラオケである。
- 動物好きであり、そのことを自身の単行本で語り、ファンにペットの写真を送ってもらったことがある。
- 高校受験前、学校へ行かず漫画ばかり描いていた（本人談）。
- 「エニックスお家騒動」においてガンガン系雑誌の連載作家の大半がマッグガーデンへ移籍した中、『月刊ガンガンWING』に留まった数少ない漫画家の一人である。

## 作品リスト

### 漫画
- わたしの狼さん。（全1巻）
  - 2001年8月27日発売 ISBN 4-7575-0530-2
  - 設定が少し異なる読切版あり。
- わたしの狼さん。～THE OTHER SIDE OF LYCANTHROPE～（全1巻）
  - 2002年2月27日発売 ISBN 4-7575-0648-1
  - 併録：「CALLING」（-コーリング-）、「STRAY DOLL」（ストレイ・ドール）
- わたしの狼さん。新装版（全1巻）
  - 2011年7月22日発売 ISBN 978-4-7575-3292-2
  - 「わたしの狼さん。THE OTHER SIDE OF LYCANTHROPE」収録。
- Dear（全12巻、新装版全6巻）
- お嬢様と妖怪執事 -藤原ここあ短編集-
  - 2009年4月22日発売 ISBN 978-4-7575-2554-2
    - お嬢様と妖怪執事（ガンガンカスタム2006年No.1）
    - 山田（月刊ガンガンWING2008年10月号）
    - ストレイドール（月刊ガンガンWING2003年10月号）
    - 私は（月刊ガンガンWING2009年2月号）
- 妖狐×僕SS[6]（全11巻）
- かつて魔法少女と悪は敵対していた。（全3巻、絶筆）

### ドラマCD
- ドラマCD dear 【ディア】（原作、シナリオ、イラスト）
  - 2004年4月24日発売。
- ドラマCD dear 〜ディア〜 A story of the next day（原作、シナリオ、イラスト）
  - 2006年8月4日発売。
- ドラマCD かつて魔法少女と悪は敵対していた。（原作、シナリオ、イラスト）
  - 2015年2月25日発売。

### イラスト
- テーマ「自由」（ガンガンONLINE2008年11月13日）

### ゲーム
- I DOLL U（オトメイト、キャラクターデザイン）[7]